# Hydriomena sanfilensis
Hydriomena sanfilensis là một loài bướm đêm trong họ Geometridae.